# Miss Shumway jette un sort
Pour le film français réalisé par Jean Jabely, voir Une blonde comme ça.
Pour les articles homonymes, voir Shumway.
Pour plus de détails, voir Fiche technique et Distribution.
Miss Shumway jette un sort (Rough Magic) est un film américano-franco-britannique réalisé par Clare Peploe, sorti en 1995. Il est basé sur un roman de James Hadley Chase.

## Synopsis
Los Angeles, dans les années 1950. La jeune magicienne Myra Shumway (jouée par Bridget Fonda) doit épouser le richissime Cliff Wyatt (D.W. Moffett). Mais, peu avant le mariage celui-ci tue accidentellement le mentor de la jeune femme. Témoin du crime, Myra s'enfuit et trouve refuge à Mexico, où elle rencontre deux personnes qui vont changer son destin : Doc Ansell, un charlatan anglais (Jim Broadbent) et Alex Ross, un séduisant reporter américain (Russell Crowe). Tous trois prennent la route en quête de magie, poursuivis par Wyatt.

## Fiche technique
- Titre français : Miss Shumway jette un sort
- Titre original : Rough Magic
- Réalisation : Clare Peploe
- Scénario : Robert Mundy & William Brookfield, d'après l'œuvre de James Hadley Chase
- Musique : Richard Hartley
- Photographie : John J. Campbell
- Montage : Suzanne Fenn
- Production : Stephen J. Friedman
- Sociétés de production : Union Générale Cinématographique & Recorded Picture Company
- Société de distribution : Goldwyn Films
- Format : couleur - Dolby - 35 mm - 1.85:1
- Genre : comédie dramatique
- Pays :  États-Unis,  France,  Royaume-Uni
- Langue : anglais
- Durée : 100 min
- Date de sortie : 30 août 1995

## Distribution
- Bridget Fonda : Myra Shumway
- Russell Crowe (VF : Bernard Gabay) : Alex Ross
- Jim Broadbent : Doc Ansell
- D.W. Moffett (VF : Jean-Yves Chatelais) : Cliff Wyatt
- Andy Romano (VF : Michel Fortin) : Clayton
- Kenneth Mars : le magicien
- Richard Schiff : Wiggins
- Paul Rodriguez : Diego

## Autour du film
Le roman Miss Shumway Waves a Wand de James Hadley Chase, dont le film est l'adaptation, avait déjà été porté à l'écran en 1962 dans Une blonde comme ça réalisé par Jean Jabely.